# Darija Jurak Schreiber
Darija Jurak Schreiber (* 5. April 1984 in Zagreb als Darija Jurak) ist eine ehemalige kroatische Tennisspielerin.

## Karriere
Jurak gewann auf ITF-Ebene bislang acht Einzel- und 39 Doppeltitel. 2003 kam sie erstmals für die kroatische Fed-Cup-Mannschaft zum Einsatz. Beim 2:1-Erfolg über Österreich im Februar 2013 bestritt sie ihr viertes Match (Zweisatzsieg im Doppel an der Seite von Ana Konjuh). Inzwischen weist ihre Bilanz 19 Siege und acht Niederlagen aus.
In den letzten Jahren konzentrierte sich Jurak auf die Doppelkonkurrenz. Ende April 2013 erreichte sie in Stuttgart das Halbfinale und in der Woche darauf in Oeiras sogar das Finale eines WTA-Turniers, jeweils an der Seite von Katalin Marosi aus Ungarn. Damit verbesserte sie sich in der Doppelweltrangliste auf Position 32. Im April 2014 gewann sie in Monterrey schließlich ihren ersten WTA-Titel.
In der deutschen Bundesliga spielt Darija Jurak für den Erstligisten ETuF Essen.

## Turniersiege

### Einzel
| Nr. | Datum          | Turnier       | Kategorie   | Belag | Finalgegnerin        | Ergebnis       |
| --- | -------------- | ------------- | ----------- | ----- | -------------------- | -------------- |
| 1.  | 20. April 2003 | Dubrovnik     | ITF $10.000 | Sand  | Lucija Krzelj        | 6:4, 5:7, 6:3  |
| 2.  | 1. Juni 2003   | Zadar         | ITF $10.000 | Sand  | Paulina Slitrová     | 2:6, 6:4, 6:4  |
| 3.  | 29. Juni 2003  | Fontanafredda | ITF $25.000 | Sand  | Anna-Maria Foldenyi  | 7:62, 6:4      |
| 4.  | 24. April 2005 | Bari          | ITF $25.000 | Sand  | Olga Blahotová       | 6:3, 6:2       |
| 5.  | 7. August 2005 | Bad Saulgau   | ITF $10.000 | Sand  | Vanja Corovic        | 6:1, 6:0       |
| 6.  | 19. März 2006  | Rom           | ITF $10.000 | Sand  | Stefania Chieppa     | 3:6, 6:1, 7:65 |
| 7.  | 26. März 2006  | Rom           | ITF $10.000 | Sand  | Maria-Belen Corbalan | 7:5, 6:1       |
| 8.  | 27. Mai 2007   | Wien          | ITF $10.000 | Sand  | Teliana Pereira      | 6:1, 1:6, 6:2  |

### Doppel
| Nr. | Datum              | Turnier             | Kategorie         | Belag             | Partnerin                   | Finalgegnerinnen                            | Ergebnis          |
| --- | ------------------ | ------------------- | ----------------- | ----------------- | --------------------------- | ------------------------------------------- | ----------------- |
| 1.  | 16. Februar 2003   | Bergamo             | ITF $10.000       | Hartplatz (Halle) | Ana Vrljic                  | Stefanie Haidner Bianca Kamper              | 6:4, 6:4          |
| 2.  | 13. April 2003     | Cavtat              | ITF $10.000       | Sand              | Mervana Jugić-Salkić        | Nina Brattschikowa Raissa Gurewitsch        | 6:4, 6:4          |
| 3.  | 20. April 2003     | Dubrovnik           | ITF $10.000       | Sand              | Mervana Jugić-Salkić        | Gabriela Niculescu Monica Niculescu         | 6:2, 4:6, 6:2     |
| 4.  | 25. Mai 2003       | Biograd             | ITF $10.000       | Sand              | Mervana Jugić-Salkić        | Petra Cetkovská Paulina Slitrová            | 6:4, 6:4          |
| 5.  | 1. Juni 2003       | Zadar               | ITF $10.000       | Sand              | Mervana Jugić-Salkić        | Daniela Klemenschits Sandra Klemenschits    | 6:3, 6:1          |
| 6.  | 15. Juni 2003      | Grado               | ITF $25.000       | Sand              | Mervana Jugić-Salkić        | Laura dell’Angelo Giorgia Mortello          | 2:6, 6:3, 6:0     |
| 7.  | 10. August 2003    | Cuneo               | ITF $50.000       | Sand              | Mervana Jugić-Salkić        | Lubomira Bacheva Stefanie Haidner           | 6:1, 6:2          |
| 8.  | 17. August 2003    | Martina Franca      | ITF $25.000       | Sand              | Mervana Jugić-Salkić        | Paula Garcia Maria Jose Martinez Sanchez    | 2:6, 6:4, 6:1     |
| 9.  | 31. August 2003    | Rimini              | ITF $25.000       | Sand              | Mervana Jugić-Salkić        | Alice Canepa Emily Stellato                 | 7:63, 6:74, 7:5   |
| 10. | 14. September 2003 | Turin               | ITF $25.000       | Sand              | Mervana Jugić-Salkić        | Juliana Fedak Olha Latsartschuk             | 6:4, 6:2          |
| 11. | 26. Oktober 2003   | Saint-Raphaël       | ITF $25.000       | Hartplatz (Halle) | Mervana Jugić-Salkić        | Maret Ani Camille Pin                       | 6:2, 6:1          |
| 12. | 30. November 2003  | Prag                | ITF $25.000       | Teppich (Halle)   | Mervana Jugić-Salkić        | Olga Blahotová Gabriela Chmelinová          | 7:5, 6:76, 6:3    |
| 13. | 11. April 2004     | Dinan               | ITF $50.000       | Sand              | Galina Woskobojewa          | Gjulnara Fattachetdinowa Arina Rodionowa    | 6:3, 6:2          |
| 14. | 3. Oktober 2004    | Belgrad             | ITF $25.000       | Sand              | Giulia Casoni               | Jekaterina Bytschkowa Nadeschda Ostrowskaja | 6:0, 6:2          |
| 15. | 10. Oktober 2004   | Dubrovnik           | ITF $10.000       | Sand              | Lucija Krzelj               | Olga Brózda Sylwia Niedbalo                 | 4:6, 6:2, 6:4     |
| 16. | 17. Oktober 2004   | Dubrovnik           | ITF $10.000       | Sand              | Lucija Krzelj               | Klara Jagosová Barbara Pocza                | 6:3, 4:6, 6:3     |
| 17. | 16. Januar 2005    | Stuttgart           | ITF $10.000       | Hartplatz (Halle) | Mervana Jugić-Salkić        | Daniëlle Harmsen Eva Pera                   | 6:3, 7:5          |
| 18. | 23. Januar 2005    | Grenoble            | ITF $10.000       | Hartplatz (Halle) | Mervana Jugić-Salkić        | Emilie Bacquet Anaïs Laurendon              | 6:2, 6:2          |
| 19. | 6. März 2005       | Buchen              | ITF $10.000       | Hartplatz (Halle) | Mervana Jugić-Salkić        | Korina Perkovic Andrea Petković             | 6:2, 6:2          |
| 20. | 1. Mai 2005        | Taranto             | ITF $25.000       | Sand              | Mervana Jugić-Salkić        | Nadeschda Ostrowskaja Tazzjana Putschak     | 6:3, 6:73, 6:3    |
| 21. | 26. Juni 2005      | Fontanafredda       | ITF $25.000       | Sand              | Mervana Jugić-Salkić        | Eva Fislová Stanislava Hrozenská            | 5:7, 6:3, 6:4     |
| 22. | 17. Dezember 2005  | Valašské Meziříčí   | ITF $25.000       | Hartplatz (Halle) | Renata Voráčová             | Lucie Hradecká Sandra Záhlavová             | 6:3, 6:3          |
| 23. | 15. Januar 2006    | Stuttgart           | ITF $10.000       | Hartplatz (Halle) | Renata Voráčová             | Kildine Chevalier Julie Coin                | 6:2, 6:1          |
| 24. | 19. März 2006      | Rom                 | ITF $10.000       | Sand              | Carmen Klaschka             | Gianna Doz Stefanie Haidner                 | 6:2, 6:2          |
| 25. | 1. Juli 2006       | Padua               | ITF $25.000       | Sand              | Renata Voráčová             | Larissa Carvalho Andreja Klepač             | 6:4, 6:3          |
| 26. | 26. August 2007    | Maribor             | ITF $25.000       | Sand              | Michaela Paštiková          | Ana Jovanović Laura Siegemund               | 1:6, 6:4, 6:1     |
| 27. | 24. Mai 2008       | Görz                | ITF $10.000       | Sand              | Lisa Sabino                 | Maja Kambic Anja Prislan                    | 6:0, 6:1          |
| 28. | 1. Februar 2009    | Laguna Niguel       | ITF $25.000       | Hartplatz         | Vanessa Henke               | Megan Moulton-Levy Laura Siegemund          | 4:6, 6:3, [10:8]  |
| 29. | 11. Juli 2009      | Zagreb              | ITF $75.000       | Sand              | Renata Voráčová             | Jelena Tschalowa Anastasija Poltoratskaja   | 6:2, 7:5          |
| 30. | 19. Juli 2009      | Zwevegem            | ITF $25.000       | Sand              | Jelena Tschalowa            | Yurika Sema Aurélie Védy                    | 6:1, 6:4          |
| 31. | 23. August 2009    | Wahlstedt           | ITF $10.000       | Sand              | Neda Kozic                  | Lisa Sabino Vivienne Vierin                 | 6:2, 6:4          |
| 32. | 2. Mai 2010        | Cagnes-sur-Mer      | ITF $100.000      | Sand              | Mervana Jugić-Salkić        | Stéphanie Cohen-Aloro Kristina Mladenovic   | 0:6, 6:2, [10:5]  |
| 33. | 23. Januar 2011    | Andrézieux-Bouthéon | ITF $25.000       | Hartplatz (Halle) | Walerija Sawinych           | Kiki Bertens Richèl Hogenkamp               | 6:3, 7:60         |
| 34. | 3. Juli 2011       | Stuttgart-Vaihingen | ITF $25.000       | Sand              | Anaïs Laurendon             | Hana Birnerová Stephanie Vogt               | 4:6, 6:1, [10:0]  |
| 35. | 16. September 2011 | Sofia               | ITF $100.000      | Sand              | Nina Brattschikowa          | Alexandra Cadantu Raluca Olaru              | 6:4, 7:5          |
| 36. | 25. September 2011 | Saint-Malo          | ITF $100.000      | Sand              | Nina Brattschikowa          | Johanna Larsson Jasmin Wöhr                 | 6:4, 6:2          |
| 37. | 3. Dezember 2011   | Dubai               | ITF $75.000       | Hartplatz         | Nina Brattschikowa          | Oqgul Omonmurodova Alexandra Dulgheru       | 6:4, 3:6, [10:6]  |
| 38. | 23. Dezember 2011  | Ankara              | ITF $50.000       | Hartplatz (Halle) | Nina Brattschikowa          | Janette Husárová Katalin Marosi             | 6:4, 6:2          |
| 39. | 6. April 2014      | Monterrey           | WTA International | Hartplatz         | Megan Moulton-Levy          | Tímea Babos Wolha Hawarzowa                 | 7:65, 3:6, [11:9] |
| 40. | 20. Februar 2016   | Dubai               | WTA Premier       | Hartplatz         | Chuang Chia-jung            | Caroline Garcia Kristina Mladenovic         | 6:4, 6:4          |
| 41. | 24. Juni 2016      | Eastbourne          | WTA Premier       | Rasen             | Anastasia Rodionova         | Chan Hao-ching Chan Yung-jan                | 5:7, 7:64, [10:6] |
| 42. | 4. März 2017       | Acapulco            | WTA International | Hartplatz         | Anastasia Rodionova         | Verónica Cepede Royg Mariana Duque Mariño   | 6:3, 6:2          |
| 43. | 21. April 2018     | Chiasso             | ITF $25.000       | Sand              | Jessica Moore               | Cindy Burger Rosalie van der Hoek           | 7:66, 4:6, [10:8] |
| 44. | 5. August 2018     | Washington          | WTA International | Hartplatz         | Han Xinyun                  | Alexa Guarachi Erin Routliffe               | 6.3, 6:2          |
| 45. | 23. August 2019    | New York            | WTA International | Hartplatz         | María José Martínez Sánchez | Margarita Gasparjan Monica Niculescu        | 7:5, 2:6, [10:7]  |
| 46. | 13. März 2021      | Dubai               | WTA 1000          | Hartplatz         | Alexa Guarachi              | Xu Yifan Yang Zhaoxuan                      | 6:0, 6:3          |
| 47. | 26. Juni 2021      | Bad Homburg         | WTA 250           | Rasen             | Andreja Klepač              | Nadija Kitschenok Raluca Olaru              | 6:3, 6:1          |
| 48. | 8. August 2021     | San José            | WTA 500           | Hartplatz         | Andreja Klepač              | Gabriela Dabrowski Luisa Stefani            | 6:1, 7:5          |

## Abschneiden bei Grand-Slam-Turnieren

### Doppel
| Turnier         | 2004 | … | 2010 | 2011 | 2012 | 2013 | 2014 | 2015 | 2016 | 2017 | 2018 | 2019 | 2020  | 2021 | 2022 | Karriere |
| --------------- | ---- | - | ---- | ---- | ---- | ---- | ---- | ---- | ---- | ---- | ---- | ---- | ----- | ---- | ---- | -------- |
| Australian Open | 1    | — | —    | —    | 1    | 2    | 1    | 1    | 1    | 1    | 1    | 2    | AF    | HF   | 1    | HF       |
| French Open     | 1    | — | 2    | 1    | 1    | 2    | 1    | 1    | 2    | 2    | 2    | 1    | —     | VF   | —    | VF       |
| Wimbledon       | 1    | — | —    | —    | 2    | AF   | 1    | 2    | 2    | 1    | 1    | 1    | n. a. | 1    | —    | AF       |
| US Open         | —    | — | 1    | —    | 2    | 1    | 2    | 1    | 2    | 1    | 1    | 1    | 1     | AF   | —    | AF       |

Zeichenerklärung: S = Turniersieg; F, HF, VF, AF = Einzug ins Finale / Halbfinale / Viertelfinale / Achtelfinale; 1, 2, 3 = Ausscheiden in der 1. / 2. / 3. Hauptrunde; Q1, Q2, Q3 = Ausscheiden in der 1. / 2. / 3. Runde der Qualifikation; n. a. = nicht ausgetragen

### Mixed
| Turnier         | 2013 | 2014 | 2015 | 2016 | 2017 | 2018 | 2019 | 2020  | 2021 | 2022 | Karriere |
| --------------- | ---- | ---- | ---- | ---- | ---- | ---- | ---- | ----- | ---- | ---- | -------- |
| Australian Open | —    | —    | 1    | —    | AF   | —    | —    | 1     | —    | 1    | AF       |
| French Open     | —    | —    | —    | —    | 1    | —    | AF   | —     | VF   | —    | VF       |
| Wimbledon       | 2    | 1    | —    | 1    | 1    | —    | 1    | n. a. | AF   | —    | AF       |
| US Open         | —    | —    | —    | 1    | —    | —    | 1    | n. a. | —    | —    | 1        |